# Ante Pavlović
Ante Pavlović (Metković, 5. srpnja 1933. – Zagreb, 2. siječnja 2022.) bio je dugogodišnji hrvatski nogometni djelatnik i počasni glavni tajnik Hrvatskog nogometnog saveza.

## Životopis
Osnovnu i srednju školu pohađao je u rodnom Metkoviću. U Zagrebu je diplomirao na rudarsko-geološko-naftnom odjelu Tehničkog fakulteta. U mladosti nogomet igra u NK Neretvi u Metkoviću, u NK Zagrebu i u NK Dinamu. Njegova natjecateljska nogometna karijera prekinuta je 1953. godine zbog ozljede, nakon čega nastavlja rad u nogometu na mnogim dužnostima.
Sudionik je 1. Svjetskih studentskih igara 1957. godine u Parizu. Godine 1956. postaje član komisije za podmladak Nogometnog saveza Hrvatske, godinu dana kasnije postaje tajnik komisije, a 1959. izabran je za predsjednika komisije i člana Upravnog odbora NSH. 1962. godine postaje tajnik NSH i na toj funkciji ostaje do 1978. godine, kada je umjesto Izvršnog odbora formirano Predsjedništvo Saveza čiji on postaje član do 3. kolovoza 1985. godine. 
1981. godine pozvan je na mjesto direktora NK Dinamo, s kojim već sljedeću godinu osvaja prvenstvo. 1987. godine postaje glavni tajnik Jugoslavenskog nogometnog saveza, kao prvi i jedini Hrvat na toj funkciji. 
Inicijator je i djelatnik u organizaciji Europskog prvenstva hrvatskih nacionalnih manjina 2006. u Splitu, te Prvog Svjetskog nogometnog natjecanja hrvatskih iseljenika 2007. godine u Zagrebu, a posebno važnu ulogu odigrao je u organizaciji prve međunarodne utakmice hrvatske nogometne reprezentacije protiv SAD-a 1990. godine.

## Nagrade i priznanja
- Odlikovan je Redom Danice Hrvatske s likom Franje Bučara.
- Godišnju državnu nagradu za sport dobio je 1970. godine
- 1981. godine dobio je Trofej podmlatka, najvišu nagradu Hrvatskog nogometnog saveza.
- Državna nagrada za šport "Franjo Bučar" za životno djelo dodijeljena mu je 2007. godine.
- 2009. godine dobio je visoko odlikovanje UEFA-e za izuzetan doprinos razvoju nogometne igre: "Emerald (smaragdni) UEFA Order of Merit (Red časti)"[1]
- 2010. godine dobio je Nagradu grada Metkovića za životno djelo.
- 2018. godine proglašen je počasnim glavnim tajnikom Hrvatskog nogometnog saveza.[2]

## Vanjske poveznice
- HRT / Sport – "Preminuo nogometni djelatnik Ante Pavlović"
- Večernji.hr – Preminuo Ante Pavlović, dugogodišnji nogometni djelatnik